# مونشتر-زارمسهایم
مونشتر-زارمسهایم (به آلمانی: Münster-Sarmsheim) یک شهر در آلمان است که در ماینتس-بینگن واقع شده‌است. مونشتر-زارمسهایم  ۲٬۸۵۵ نفر جمعیت دارد.